# ミッキーのミニー救出大作戦
『ミッキーのミニー救出大作戦』（原題：Get A Horse!）は、ウォルト・ディズニー・アニメーション・スタジオにより制作された3Dアニメーション短編映画作品。2013年公開。ミッキーマウスの短編映画シリーズの第125作目である。『アナと雪の女王』の同時上映作品として劇場公開された。またミッキーマウスの短編映画がスクリーンで公開されたのはアメリカで2007年再公開の『ミッキーの造船技師』以来6年ぶりであり、ミッキーマウスの新作アニメ映画は「ミッキーのアルバイトは危機一髪」以来18年ぶりである。

## 概要
モノクロ作品の体裁をとっており、登場キャラクター設定はすべてモノクロ作品時代のもので統一されている。また、アニメーションの動きや映像の傷、汚れ、音声ノイズなどもほぼ完全に再現されている。主演のミッキーマウスの声には、アーカイブから抽出されたウォルト・ディズニーの声が使用され、主要キャラクターのミニーマウス、ピートの声も可能な限りアーカイブから抽出された音声が使用されている。またウォルト・ディズニーがミッキー・マウス以前に手掛けたアニメーションシリーズのキャラクターである「オズワルド」が数秒間ながら出演。ユニバーサル・ピクチャーズから返還後、アニメーション作品への初登場となった。2014年11月18日、ディズニー・チャンネルにて日本語吹替版で初放送された。また、日本語吹替版では長年ミッキーマウスの声を演じた青柳隆志とミニーマウスの声を演じた水谷優子とピートの声を演じた大平透が出演した最後の短編映画作品となった。

## あらすじ
オープニングタイトルは1920年代のディズニー作品然としたモノクロ画面で始まる（スクリーンに対して非常に小さい上映画面だが、次第にそれが「作品中の映画館のスクリーンに写された映像」であることがわかる）。音楽隊を乗せたホーレス・ホースカラーが牽く荷馬車にミッキーマウス、ミニーマウス、クララベル・カウらが乗って楽しくやっていると、後ろから、自動車に乗ったピートがやってくる。ミニーマウスをひと目見て気に入ったピートは、我が物とするためにホーレス・ホースカラーとミッキーマウスをスクリーンに押しつけ、スクリーンが破れた穴から外側（映画館）に放り出す。
映画館のスクリーンの前に放り出されたミッキーたちはカラーの3DCGキャラクターになり、スクリーンの中にいるミニーを救出しようと、飛行機に変身したり、スマートフォンで電話をかけたり、ピートたちが池に落ちたところでスクリーンに穴を開けて水を抜いてミニーを助ける。そのやりとりのさ中、ミッキーは画面左右の「幕」を引き、上映サイズは横に拡大、ミッキーはスクリーンの外に出てきた仲間たちと一緒に、ピートをスクリーンの中に追いやり、画面の上下を反対にして彼を空から落下させたり、左右に回転させて同じことを繰り返したり、先に進める（「巻き戻し」「早送り」をスクリーンを回転させて表現している）などして反撃する。最後はスクリーンの外に放り出されたピートを置いてミッキーと仲間たちはモノクロの画面の中に帰り、追いかけようとするもスクリーンに上半身だけ突っ込んだ形になって取り残されたピートの尻にエンドマークが出て終わる。

## 登場キャラクター
ミッキーマウス
声：ウォルト・ディズニー（アーカイブ）（日本語吹替：青柳隆志)
ミニーマウス
声：マーセリット・ガーナー（アーカイブ）、ルシー・テイラー（日本語吹替：水谷優子)
ピート
声：ビリー・ブレッチャー（アーカイブ）、ウィル・ライアン（日本語吹替：大平透)
その他
- ホーレス・ホースカラー
- クララベル・カウ
- オズワルド・ザ・ラッキー・ラビット

## 受賞
- 第41回アニー賞[4]
  - 短編アニメーション賞

## 収録ソフト
- 『アナと雪の女王』（DVD、ウォルト・ディズニー・ジャパン） - ボーナスコンテンツとして収録、字幕版のみ
- 『セレブレーション! ミッキーマウス』（DVD・BD、ウォルト・ディズニー・ジャパン）
- 『ディズニー・ショートフィルム・コレクション』（DVD、ウォルト・ディズニー・ジャパン）

## テレビ放送
ディズニー・チャンネルでは、2014年11月18日、特別編成「ハッピーバースデー！ミッキーマウス」内で、日本初放送として放映された。
Dlifeでは、2015年11月15日、特別編成「ハッピーバースデー！ミッキーマウス」内で、チャンネル初登場として放映された。